# Patti Cake$ – Queen of Rap
Patti Cake$ – Queen of Rap (Originaltitel Patti Cake$) ist ein US-amerikanischer Musikfilm von Geremy Jasper, der am 23. Januar 2017 im Rahmen des Sundance Film Festivals seine Premiere feierte. Am 2. November 2017 kam der Film in die deutschen Kinos.

## Handlung
Patricia Dombrowski wird nicht nur Patti Cake$ oder auch Killa P genannt, sondern wegen ihres Nachnamens und ihres Körperumfangs häufig als  „Dumbo“ gehänselt. Doch dies lässt die 23-jährige aus North Jersey an sich abprallen. Ihre Nana, eine Frau mittleren Alters, sitzt den ganzen Tag rauchend in ihrem Sessel und schaut fern. Patti muss als Kellnerin Geld verdienen, um die Arztrechnungen ihrer kranken Oma zu finanzieren. Ihre Mutter war selbst als Musikerin gescheitert, Patti jedoch hat nicht nur eine große Klappe, sondern auch ein festes Ziel vor Augen und will Ruhm als Gangsterrapperin erlangen. Sie wird hierbei von ihrem Kumpel und Rap-Partner Hareesh/Jheri unterstützt, der gleichzeitig auch ihr größter Fan ist. Dann lernt sie Basterd kennen, der eigentlich Gothic Metal mag, aber in der Lage sein könnte, Pattis Träume wahr werden zu lassen, denn die Nachwuchsrapperin sucht einen Produzenten, der ihr Zugang zur Hip-Hop-Szene verschafft.

## Produktion

### Stab und Besetzung
Regie führte Geremy Jasper, der auch das Drehbuch zum Film schrieb.
Die titelgebende Hauptrolle von Patti wurde mit der aus Sydney stammenden, australischen Schauspielerin Danielle Macdonald besetzt, die nach der Premiere des Films beim Sundance Film Festival mit Schauspielerinnen wie Jennifer Lawrence und Gabourey Sidibe in Rollen verglichen wurde, die diesen den Durchbruch verschafft hatten. Obwohl Macdonald Australierin ist, spricht sie im Film New Jersey English. Für Siddharth Dhananjay, der im Film Pattis besten Freund und größten Bewunderer spielt, war dies seine erste Rolle in einem Spielfilm. Cathy Moriarty spielt im Film Pattis Großmutter, und Mamoudou Athie übernahm die Rolle von Basterd.

### Filmmusik und Gesang
Jasper, der seine Karriere als Musiker begonnen hatte, stellte in der Vorproduktion die Songs für den Film zusammen, die ihm von verschiedenen Mitgliedern des Filmteams vorgeschlagen und von MacDonald gesungen wurden. Viele der Filmsongs komponierte und produzierte Jasper gemeinsam mit Jason Binnick.
Hauptdarstellerin Danielle Macdonald, die für den Film nicht nur einen amerikanischen Slang einstudieren musste, sondern auch keine Erfahrungen mit dem Rappen hatte, arbeitete regelmäßig gemeinsam mit ihrem Coach, dem New Yorker Rapper und Ghostwriter Skylar Skyzoo Taylor, im Studio an einer genretypischen Interpretation und ihrer Körpersprache. Jasper ließ Macdonald über zweieinhalb Jahre wöchentlich neue Hip-Hop-Songs zukommen, die diese einstudieren sollte.
Der Soundtrack umfasst 17 Musikstücke und wurde am 18. August 2017 von Republic Records als Download veröffentlicht.

### Veröffentlichung
Der Film feierte am 23. Januar 2017 im Rahmen des  Sundance Film Festivals seine Premiere. Fox Searchlight erwarb für 9,5 Millionen US-Dollar die Rechte am Film.
Am 13. März 2017 wurde der Film beim South by Southwest Film Festival in Austin vorgestellt und im Mai 2017 im Rahmen der Internationalen Filmfestspiele von Cannes gezeigt. Im Rahmen des Seattle International Film Festivals wir Patti Cake$ in den Sektionen New American Cinema und Futurewave vorgestellt werden. Im Oktober 2017 wurde er beim Filmfest Hamburg vorgestellt. Im Juni 2017 wurde der Film beim Sydney Film Festival gezeigt. Am 18. August 2017 kam der Film offiziell in die US-amerikanischen und am 2. November 2017 in die deutschen Kinos.

## Rezeption

### Altersfreigabe
In Deutschland ist der Film FSK 12. In der Freigabebegründung heißt es: „Der Film ist in einem realistischen Stil inszeniert und die Geschichte ist für Kinder und Jugendliche ab 12 Jahren leicht verständlich. Zuschauer ab 12 Jahren sind aber in der Lage, auch emotional intensivere Szenen, wie Streitigkeiten, in den Kontext der Handlung einzuordnen und werden nicht überfordert. Auch die Alkoholsucht der Mutter und der (erstmalige) Drogenkonsum der Hauptfigur werden in keiner Weise verherrlicht, sondern es werden deutlich die negativen Folgen gezeigt.“

### Kritiken
Der Film konnte bislang 85 Prozent der Kritiker bei Rotten Tomatoes überzeugen.
Todd McCarthy von The Hollywood Reporter sagt, Geremy Jaspers dynamischer Debütfilm knistere nur so vor Energie und Authentizität. Das alles hätte jedoch nicht funktioniert, wenn er nicht Danielle Macdonald für die Hauptrolle gefunden hätte, so McCarthy.
Reinhard Westendorf von der Neuen Osnabrücker Zeitung sagt, Komponist, Drehbuchautor und Regisseur Geremy Jasper habe für sein ansehnliches White-Trash-Coming-of-Age-Drama geschickt diverse Versatzstücke von Außenseiter-Erfolgsgeschichten zusammengeschraubt, dass die Inszenierung jedoch jenseits aller musikalischen und sozialen Klischees durchaus berührend sei, verdanke sie allerdings vornehmlich der Hauptdarstellerin Danielle MacDonald: „Ihre Performance überzeugt gesanglich und schauspielerisch gleichermaßen.“
Daniel Haas von Zeit Online meint, weil Jasper sich dem Rhythmus des Genres, das er feiert, anvertraue, weil er Hip-Hop nicht nur als Gegenstand und kulturelle Idee, sondern als Stilmittel und ästhetische Signatur verstehe, komme die Utopie ganz lässig daher. Über die von Mcdonald überragend gespielte Figur sagt Haas, die Truman-Capote-Version des amerikanischen Lifestyles, jene aus Bildung, Ironie und Überdruss komponierte Form des Wohlstands, werde es für Patti Cakes nicht geben: „Sie kann keine Holly Golightly werden, das weiß sie, das weiß der Film, deshalb bleibt die Skyline New Yorks stets wie eine Fata Morgana des Glücks im Hintergrund.“
Christian Horn von PC Games resümiert in seiner Kritik: „Quasi eine weibliche Variante zu 8 Mile, die mit einer tollen Protagonistin und feinem Stilwillen brilliert.“

### Auszeichnungen (Auswahl)

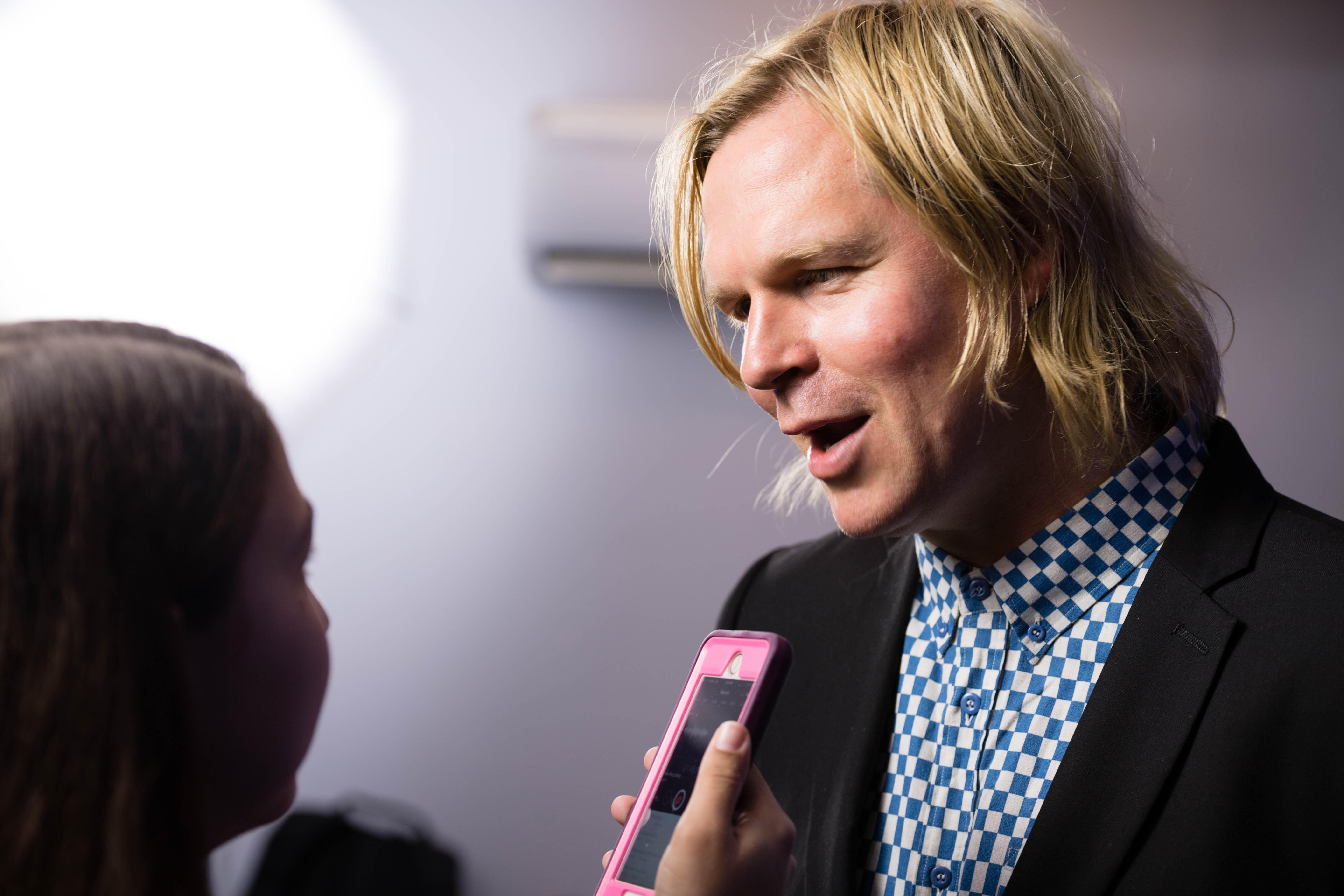
Geremy Jasper beim Montclair Film Festival 2017

Am 18. Dezember 2017 gab die Academy of Motion Picture Arts and Sciences bekannt, dass sich die aus dem Film stammenden Songs Tuff Love und PBNJ in einer Vorauswahl von 70 Liedern befindet, aus der die Nominierungen in der Kategorie Bester Filmsong im Rahmen der Oscarverleihung 2018 bestimmt werden. Am gleichen Tag gab die Academy bekannt, dass sich Binnicks Arbeit auf einer Shortlist befindet, aus der die Nominierungen in der Kategorie Beste Filmmusik erfolgen werden. Im Folgenden eine Auswahl von Nominierungen und Auszeichnungen im Rahmen bekannter Filmpreise.
Directors Guild of America Awards 2018
- Nominierung für die Beste Debütregie (Geremy Jasper)[24]

Filmfest Hamburg 2017
- Nominierung für den Kritikerpreis[25]

Guild of Music Supervisors Awards 2018
- Nominierung in der Kategorie Best Music Supervision in Motion Picture – Motion Picture Under 5M (Joe Rudge)[26]

Independent Spirit Awards 2018
- Nominierung als Bester Erstlingsfilm[27]

Internationale Filmfestspiele von Cannes 2017
- Nominierung für die Caméra d’Or (Geremy Jasper)

Los Angeles Online Film Critics Society Awards 2018
- Nominierung als Bester Erstlingsfilm (Geremy Jasper)[28]

National Board of Review Awards 2017
- Aufnahme in die Top 10 Independent Movies[29]

Palm Springs International Film Festival 2017
- Auszeichnung als Director to Watch (Geremy Jasper)

Sundance Film Festival 2017
- Nominierung für den Großen Preis der Jury im Dramatic-Competition (Geremy Jasper)